# 한국계면공학연구소
한국계면공학연구소는 계면공학에 관한 학술적 연구와 그 응용기술의 개발업무를 수행하고 그 성과를 보급함으로써 산업과학 기술진흥에 기여할 목적으로 1991년 12월 27일 설립허가된 대한민국 과학기술정보통신부 소관의 재단법인이다.